# Siège de Drogheda de 1649
Conquête cromwellienne de l'Irlande
Batailles
- Drogheda
- Wexford
- Clonmel
- Limerick
- Waterford
- Galway

Le siège de Drogheda de 1649 est une bataille ayant eu lieu en septembre 1649 à Drogheda, lors de la conquête cromwellienne de l'Irlande. Elle se solde par la victoire de la New Model Army d'Oliver Cromwell.

## Déroulement de la bataille

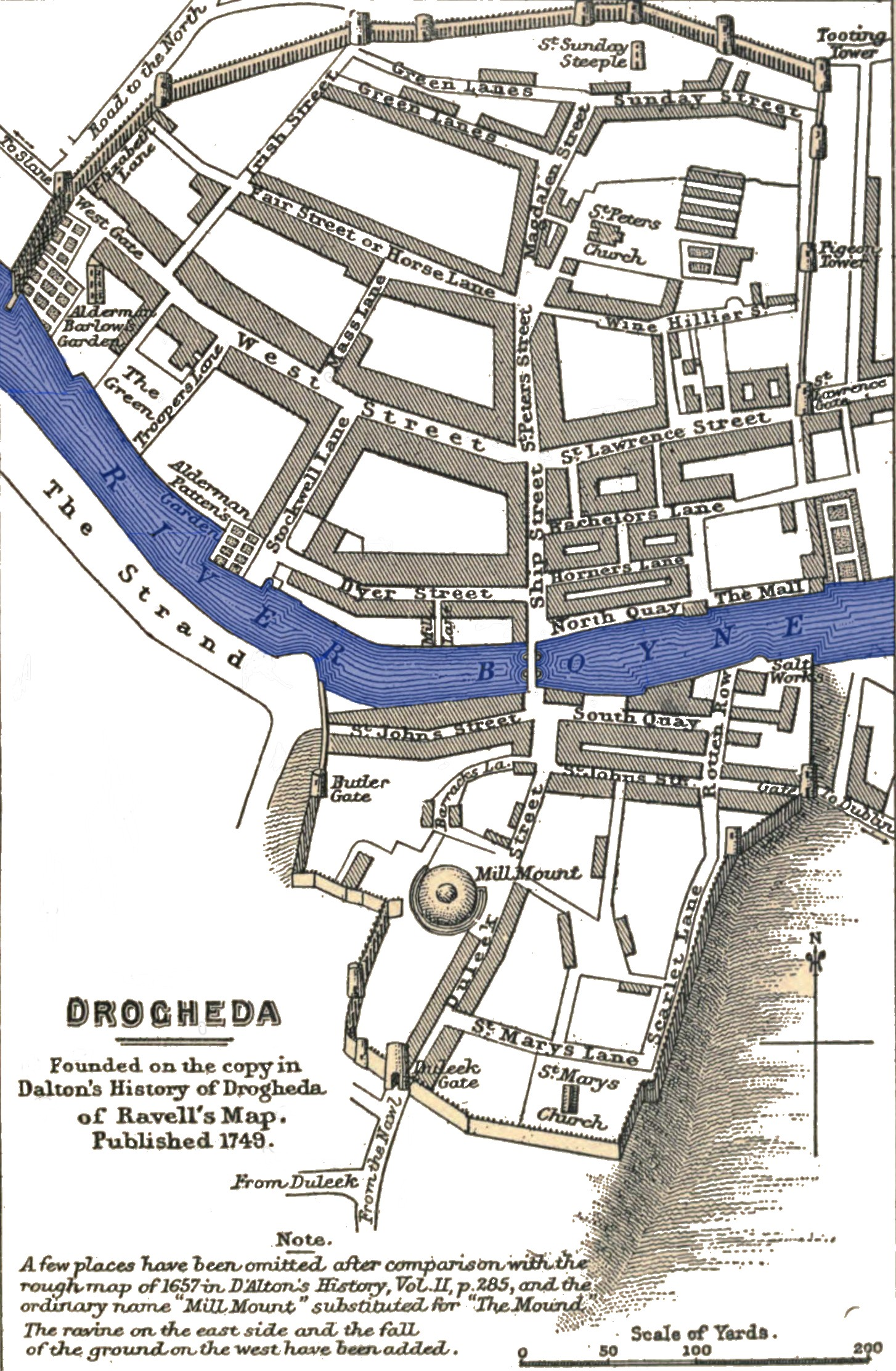
La ville de Drogheda de 1649.

Le 10 septembre 1649, Cromwell et son armée arrivent devant Drogheda, qui est à cette époque l'une des villes les mieux fortifiées d'Irlande. Le jour même, les Anglais somment la ville de se rendre, ce qu'elle refuse. Le commandant Arthur Aston, qui dirige sa défense, espère que les fortifications de la ville seront assez solides pour soutenir un siège, qu'il espère fatal à l'armée de Cromwell. En effet, l'hiver approchant et le manque de ravitaillement devraient selon ses plans affaiblir l'ennemi. Cromwell a conscience de cette réalité et veut une victoire rapide à Drogheda. 
L'armée cromwelienne entame alors le pilonnage des fortifications par l'artillerie. Les bombardements ouvrent deux brèches dans les murs de la ville. 
Le 11 septembre 1649 vers cinq heures de l'après-midi, Cromwell ordonne l'assaut de Drogheda. Les deux premières vagues d'assaillants sont repoussées par la garnison de défense de la ville, composée de royalistes et de Catholiques irlandais. Cependant, à la suite de la mort d'un des commandants royalistes dans les combats, ses hommes décident de se replier. L'armée de Cromwell en profite pour entrer dans la ville. 
Dès l'entrée dans la ville, la bataille se mue en massacre, qui commence par la recherche et la tuerie systématique des soldats et officiers royalistes. Arthur Aston et une partie de ses soldats se replient, puis décident de se rendre à l'armée anglaise à la suite d'une promesse qui leur est faite qu'il ne sera pas attenté à leurs vies. Malgré la promesse, ils seront exécutés une fois désarmés.
Le nombre de civils massacrés, dont des femmes et des enfants varie selon les estimations. Selon certaines les sources, il irait de 2 000 à 3 000,, alors que d'autres le ramènent entre 700 et 800.